# Póvoa de Atalaia
Póvoa de Atalaia era una freguesia portuguesa del municipio de Fundão, distrito de Castelo Branco.

## Localización
La freguesia estaba situada en la zona meridional del municipio.

## Historia
Póvoa de Atalaia perteneció al municipio de Alpedrinha, hasta que este fue absorbido por el de Fundão en 1855.
Fue suprimida el 28 de enero de 2013, en aplicación de una resolución de la Asamblea de la República portuguesa promulgada el 16 de enero de 2013 al unirse con la freguesia de Atalaia do Campo, formando la nueva freguesia de Póvoa de Atalaia e Atalaia do Campo.
En Póvoa de Atalaia nació y vivió hasta los diez años el poeta Eugénio de Andrade (1923-2005).

## Demografía
Afectada por un intenso proceso de despoblación desde mediados del siglo XX, llegó a tener 1366 habitantes en 1950, aún conservaba 848 en 1981 y en el ´censo de 2011, último antes de su supresión contaba con 642 habitantes.

## Patrimonio
En el patrimonio de la extinta freguesia destaca la iglesia parroquial de San Esteban, de principios del siglo XIX, con un importante retablo mayor de estilo barroco y origen desconocido.